# كاراوكي
كاراوكه أو كاراوكي (باليابانية: カラオケ) هي كلمة يابانية مكونة من مقطعين (كارا، باليابانية: 空) وتعني خالي و(أوكيسوترا، باليابانية: オーケストラ) وتعني أوركسترا، وهي نوع من الغناء يغني فيه المغنون الهواة أغنية بمصاحبة لموسيقى مسجلة مع استعمال مصدح (ميكروفون) وعرض كلمات الأغنية على شاشة أمام المغني والتي يتم غناؤها في غرف سمى غرف الكاراوكي أو صناديق الكاراوكي.

## اُنظر أيضاً
تأثيرات الكاريوكي

## معرض الصور

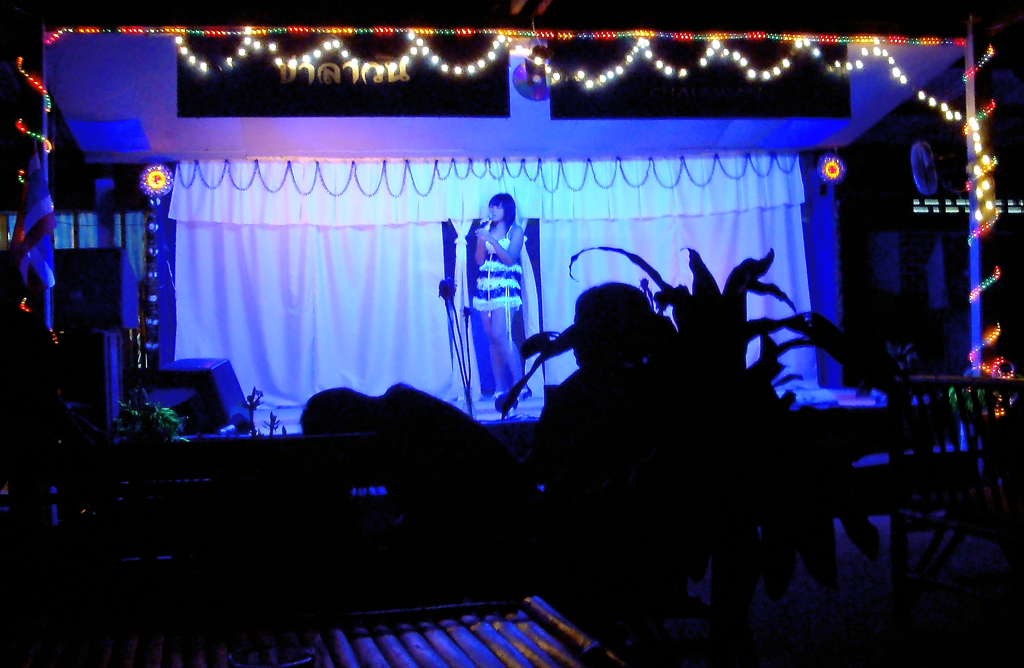
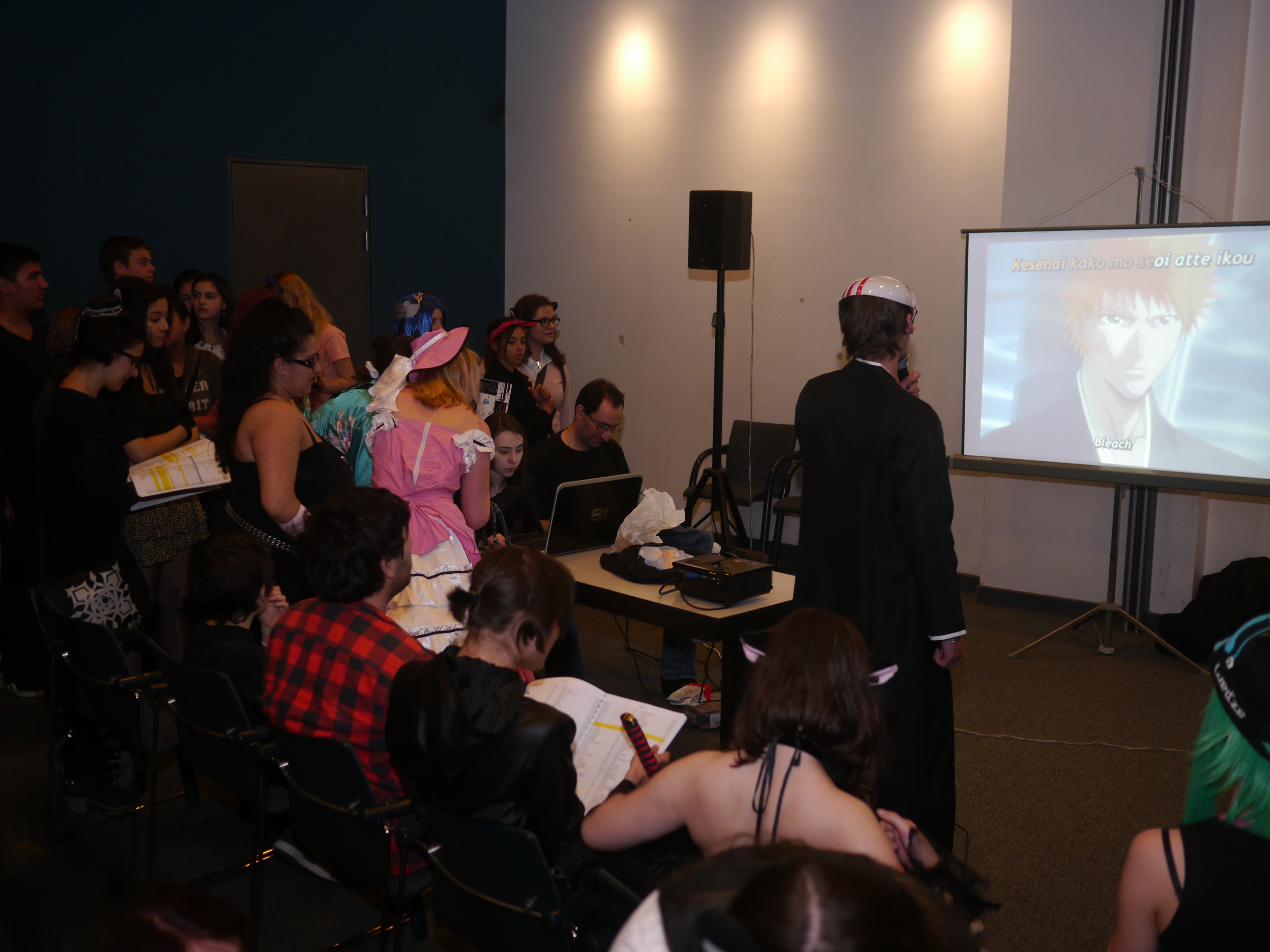
كاراوكي باليابان
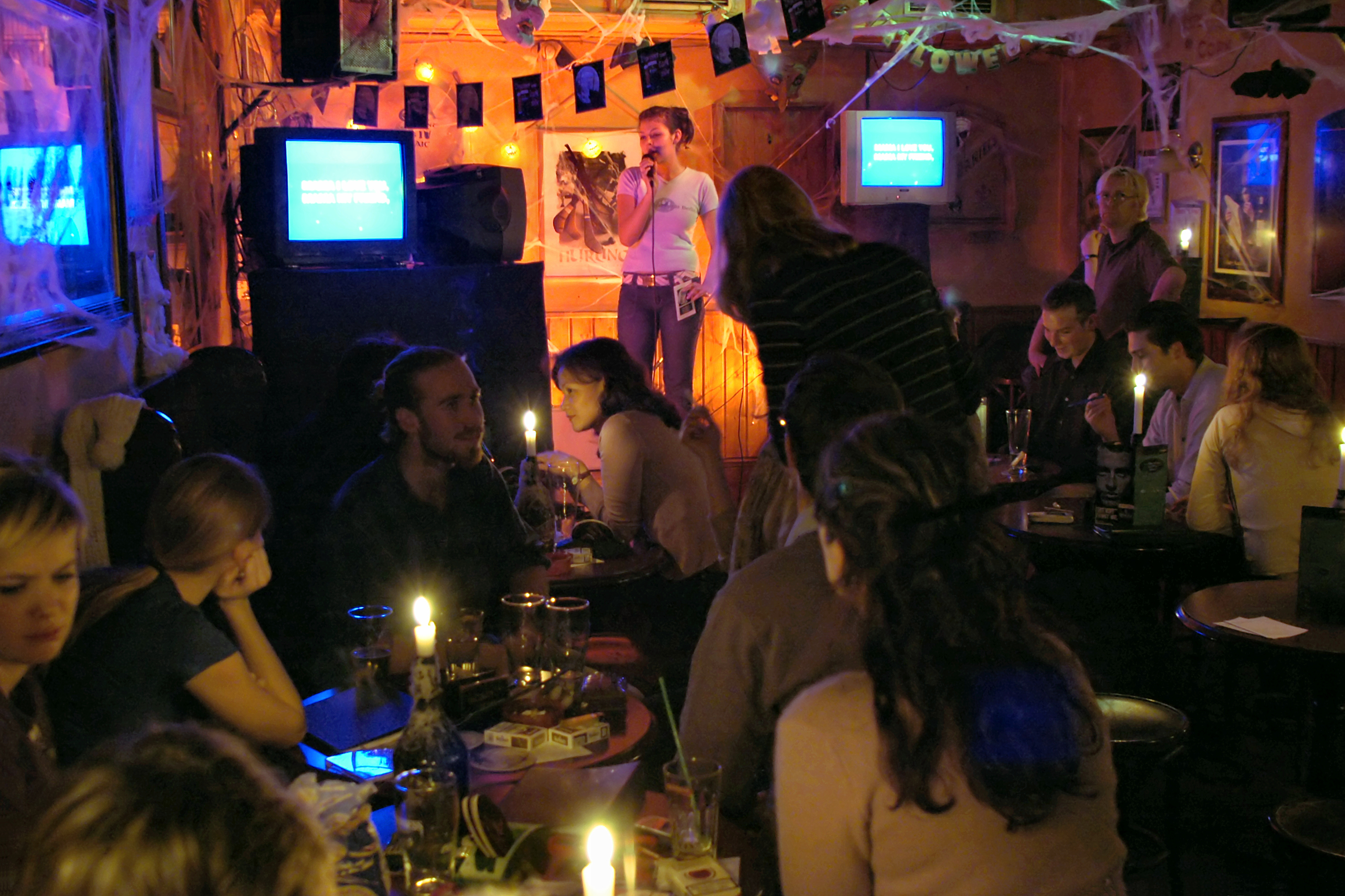
كاراوكي بإيرلندا
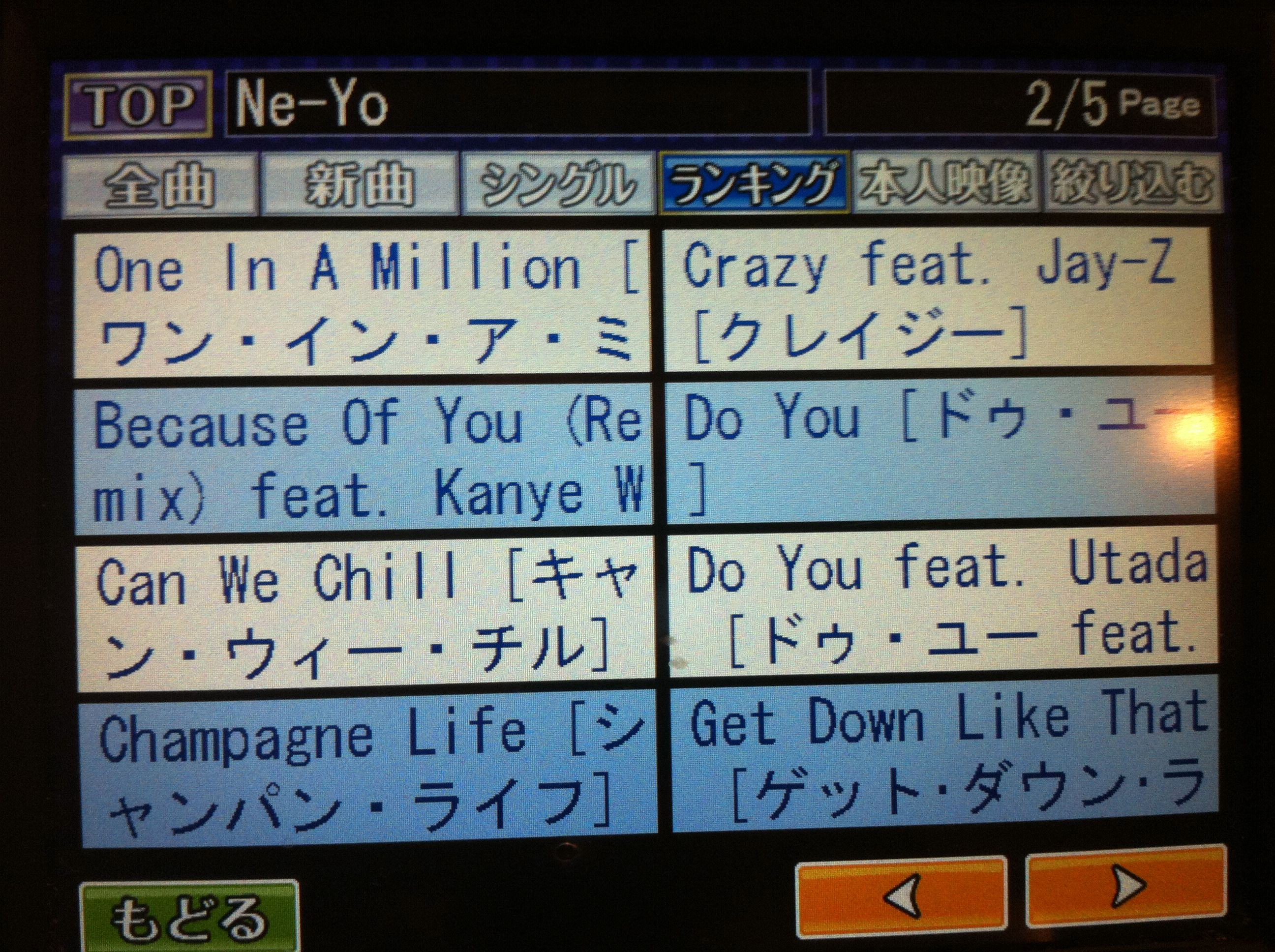